# 双环辛四烯合钚
双环辛四烯合钚是由钚和两个环辛四烯阴离子（COT2-）组成的夹心配合物，化学式Pu(C8H8)2。它是对空气极度敏感的深红色固体，微溶于甲苯和氯代烃。双环辛四烯合钚属于双环辛四烯合锕系元素，其中含有+4氧化态的锕系元素。
由于极强的放射性，对双环辛四烯合钚的研究自1980年代就减少了，目前的研究大多是关于它成键的理论研究。

## 结构
双环辛四烯合钚的结构已通过X射线衍射表征。它的两个环辛四烯阴离子重叠，其中的C–C键都是一样的，键长皆为1.41 Å。钚原子到环辛四烯阴离子中心的距离是1.90 Å，而单独的Pu–C距离则是2.63–2.64 Å。
虽然分子结构相似，双环辛四烯合钚的晶体结构和其它双环辛四烯合锕系元素不同。其它双环辛四烯合锕系元素的空间群都是P21/n.，但双环辛四烯合钚的空间群是I2/m。
计算发现双环辛四烯合钚中钚和环辛四烯阴离子之间的成键有较强的共价性。

## 制备
双环辛四烯合钚于1970年通过六氯合钚(IV)酸四乙基铵（[N(C2H5)4]2PuCl6）和环辛四烯二钾（K2(C8H8)）在室温四氢呋喃里的反应发现：
(NEt4)2PuCl6 + 2 K2(C8H8) → Pu(C8H8)2 + 2 NEt4Cl + 4 KCl
因为PuCl4不稳定，所以双环辛四烯合钚的合成不能像其它双环辛四烯合锕系元素那样使用四氯化物AnCl4制备。制备反应中也只能使用六氯合钚(IV)酸四乙基铵，使用对应的铯盐或吡啶鎓盐是不能发生以上反应的。
最近的合成方法则是碘化银氧化绿色的[K(crypt)][PuIII(C8H8)2]：
[PuIII(C8H8)2]− + AgI → Pu(C8H8)2 + Ag0 + I−
反应物[PuIII(C8H8)2]−则可通过K2(C8H8)和其它有机钚(III)化合物反应而成。PuCl3和PuI3也可用作原材料。

## 其它性质
双环辛四烯合钚的化学性质类似双环辛四烯合铀和双环辛四烯合镎。它们都不和水或稀碱反应，但都对空气敏感，会迅速被氧化。此外，它们都仅微溶于苯、甲苯、四氯化碳、氯仿。